# 卡尔滕伦斯费尔德
卡尔滕伦斯费尔德（德語：Kaltenlengsfeld，發音：[ˌkaltn̩ˈlɛŋsfɛlt]）是德国图林根州曾经的一个市镇，原属瓦特堡县，面积9.73平方千米，2012年12月31日人口为416人。2013年12月31日，卡尔滕伦斯费尔德与另外3个市镇并入市镇卡尔滕诺德海姆，后于2019年1月1日随卡尔滕诺德海姆改属施马尔卡尔登-迈宁根县。